# Drypetes gerrardinoides
Drypetes gerrardinoides là một loài thực vật có hoa trong họ Putranjivaceae. Loài này được Radcl.-Sm. mô tả khoa học đầu tiên năm 1990.